# Худабашян, Эмма Арамаисовна
Э́мма Арамаи́совна Худабашя́н (арм. Էմմա Խուդաբաշյան, 3 марта 1947, село Цовагюх, Севанский район) — бывший депутат парламента Армении.
- 1968—1973 — Армавирский государственный педагогический институт. педагог-психолог.
- 1973—1977 — работала на Ереванском электроаппаратном заводе слесарем-сборщиком.
- 1979—1994 — экспедитором, техником в Ереванском институте микроэлектроники.
- 1994—1999 — старший методист туристического объединения «Севан».
- 1999—2003 — депутат парламента. Член постоянной комиссии по социальным вопросам, по вопросам здравоохранения и охраны природы. Член фракции «Единство».
- 2003—2007 — была депутатом парламента. Член постоянной комиссии по внешним сношениям. Беспартийная.